# Coccophagus crenatus
Coccophagus crenatus is een vliesvleugelig insect uit de familie Aphelinidae. De wetenschappelijke naam is voor het eerst geldig gepubliceerd in 1980 door Huang.